# Lago Großer Priepert
El lago Großer Priepert (en alemán: Großer Priepertsee) es un lago situado en el distrito de Llanura Lacustre Mecklemburguesa, en el estado de Mecklemburgo-Pomerania Occidental (Alemania), a una altitud de 54.9 metros; tiene un área de 104 hectáreas.
El río Havel fluye a través de este lago.